# Sapatgram
Sapatgram è una suddivisione dell'India, classificata come town committee, di 12.046 abitanti, situata nel distretto di Dhubri, nello stato federato dell'Assam. In base al numero di abitanti la città rientra nella classe IV (da 10.000 a 19.999 persone).

## Geografia fisica
La città è situata a 26° 19' 60 N e 90° 7' 60 E e ha un'altitudine di 26 m s.l.m..

## Società

### Evoluzione demografica
Al censimento del 2001 la popolazione di Sapatgram assommava a 12.046 persone, delle quali 6.141 maschi e 5.905 femmine. I bambini di età inferiore o uguale ai sei anni assommavano a 1.153, dei quali 612 maschi e 541 femmine. Infine, coloro che erano in grado di saper almeno leggere e scrivere erano 9.279, dei quali 5.028 maschi e 4.251 femmine.